# Bookham
Bookham är en ort i Australien. Den ligger i kommunen Yass Valley och delstaten New South Wales, i den sydöstra delen av landet, omkring 260 kilometer sydväst om delstatshuvudstaden Sydney. Antalet invånare är 120.
Runt Bookham är det mycket glesbefolkat, med 3 invånare per kvadratkilometer.. Närmaste större samhälle är Binalong, omkring 16 kilometer norr om Bookham. 
Trakten runt Bookham består i huvudsak av gräsmarker. Genomsnittlig årsnederbörd är 921 millimeter. Den regnigaste månaden är februari, med i genomsnitt 170 mm nederbörd, och den torraste är oktober, med 41 mm nederbörd.